# 이승녕 (1879년)
이승녕(李升寧, 1879년 양력 3월 11일 ~ ?)은 대한제국과 일제강점기의 군인이다.

## 생애
본관은 연안으로, 1900년에 대한제국 육군무관학교 학도로 뽑혀 1903년에 졸업하였다. 이각, 이근묵, 이병교 등이 동기생이다. 졸업 후 보병 참위로 임관하였고, 시위대와 친위대에 배치 받아 장교로 복무했다.
1905년에 시위대 제1연대 제2대대에 발령받았고, 1907년에는 정3품으로 승급하고 육군 보병 부위가 되었다. 그러나 1907년 8월에 대한제국 군대 해산 사건이 일어났다. 이승녕은 모교인 육군무관학교에 발령받았다.
이후 일본군 육군으로 소속을 옮겨 조선군사령부에서 복무하며 육군 소좌에까지 올랐다. 일본군 보병 중위이던 1920년에 훈6등 서보장을 받고 종7위에 서위된 바 있다.
2008년 민족문제연구소가 발표한 친일인명사전 수록예정자 명단 중 군 부문에 선정되었다.

## 참고 자료
- 이승녕(李升寧) - 국사편찬위원회